# Collegio di South Shields
South Shields è un collegio elettorale situato nel Tyne and Wear, nel Nord Est dell'Inghilterra, e rappresentato alla Camera dei comuni del Parlamento del Regno Unito. Elegge un membro del parlamento con il sistema first-past-the-post, ossia maggioritario a turno unico; l'attuale parlamentare è Emma Lewell-Buck del Partito Laburista, che rappresenta il collegio dal 2013.

## Estensione

South Shields dal 2010 al 2024

- 1918-1950: il County Borough di South Shields.
- 1950-1955: come sopra, ma con confini ridisegnati
- 1955-1983: come sopra, ma con confini ridisegnati
- 1983-1997: i ward del borgo metropolitano di South Tyneside di All Saints, Beacon and Bents, Cleadon Park, Harton, Horsley Hill, Rekendyke, Tyne Dock and Simonside, Westoe, West Park e Whiteleas.
- 1997-2010: i ward del borgo metropolitano di South Tyneside di All Saints, Beacon and Bents, Biddick Hall, Cleadon Park, Harton, Horsley Hill, Rekendyke, Tyne Dock and Simonside, Westoe, West Park e Whiteleas.
- 2010-2024: i ward del borgo metropolitano di South Tyneside di Beacon and Bents, Biddick and All Saints, Cleadon Park, Harton, Horsley Hill, Simonside and Rekendyke, Westoe, West Park, Whitburn and Marsden e Whiteleas.
- dal 2024: i ward del borgo metropolitano di South Tyneside di Beacon and Bents; Biddick and All Saints; Cleadon Park; Cleadon and East Boldon; Harton; Horsley Hill; Simonside and Rekendyke; West Park; Westoe; Whitburn and Marsden e Whiteleas.[1]

Il collegio copre l'area di South Shields nel distretto di South Tyneside, nel Tyne and Wear.

## Membri del parlamento
| Elezione | Elezione                | Deputato           | Partito      |
| -------- | ----------------------- | ------------------ | ------------ |
|          | 1832                    | Robert Ingham      | Tory         |
|          | 1834                    | Robert Ingham      | Conservatore |
|          | 1841                    | John Wawn          | Radicale     |
|          | 1852                    | Robert Ingham      | Whigs        |
|          | 1859                    | Robert Ingham      | Liberale     |
| 1868     | James Cochran Stevenson |                    | Liberale     |
| 1895     | William Robson          |                    | Liberale     |
| 1910 (S) | Russell Rea             |                    | Liberale     |
| 1916 (S) | Cecil Cochrane          |                    | Liberale     |
| 1918 (S) | Havelock Wilson         |                    | Liberale     |
| 1922     | Edward Harney           |                    | Liberale     |
|          | 1929                    | Chuter Ede         | Laburista    |
|          | 1931                    | Harcourt Johnstone | Liberale     |
|          | 1935                    | Chuter Ede         | Laburista    |
| 1964     | Arthur Blenkinsop       |                    | Laburista    |
| 1979     | David Clark             |                    | Laburista    |
| 2001     | David Miliband          |                    | Laburista    |
| 2013 (S) | Emma Lewell-Buck        |                    | Laburista    |

## Elezioni

### Elezioni negli anni 2020
| Partito                    | Partito                                | Candidato                  | Risultati 4 luglio 2024 | Risultati 4 luglio 2024 |
| Partito                    | Partito                                | Candidato                  | Voti                    | %                       |
| -------------------------- | -------------------------------------- | -------------------------- | ----------------------- | ----------------------- |
|                            | Laburista                              | Emma Lewell-Buck           | 15 122                  | 41,07                   |
|                            | Reform UK                              | Steve Holt                 | 8 469                   | 23,00                   |
|                            | Verdi                                  | David Francis              | 5 433                   | 14,75                   |
|                            | Conservatore                           | Craig Robinson             | 4 128                   | 11,21                   |
|                            | Indipendente                           | Ahmed Khan                 | 2 270                   | 6,16                    |
|                            | Lib Dem                                | Jonathan Aibi              | 1 402                   | 3,81                    |
|                            |                                        |                            |                         |                         |
| Iscritti                   | Iscritti                               | Iscritti                   | 68 366                  | 100,00                  |
| ↳ Votanti (% su iscritti)  | ↳ Votanti (% su iscritti)              | ↳ Votanti (% su iscritti)  | 36 824                  | 53,86                   |
| ↳ Astenuti (% su iscritti) | ↳ Astenuti (% su iscritti)             | ↳ Astenuti (% su iscritti) | 31 542                  | 46,14                   |
|                            |                                        |                            |                         |                         |
|                            | Esito: collegio confermato a Laburista |                            |                         |                         |

### Elezioni negli anni 2010
| Partito                    | Partito                                | Candidato                  | Risultati 12 dicembre 2019 | Risultati 12 dicembre 2019 |
| Partito                    | Partito                                | Candidato                  | Voti                       | %                          |
| -------------------------- | -------------------------------------- | -------------------------- | -------------------------- | -------------------------- |
|                            | Laburista                              | Emma Lewell-Buck           | 17 273                     | 45,60                      |
|                            | Conservatore                           | Oni Oviri                  | 7 688                      | 20,29                      |
|                            | Brexit                                 | Glenn Thompson             | 6 446                      | 17,02                      |
|                            | Indipendente                           | Geoff Thompson             | 3 658                      | 9,66                       |
|                            | Lib Dem                                | William Shepherd           | 1 514                      | 4,00                       |
|                            | Verdi                                  | Sarah McKeown              | 1 303                      | 3,44                       |
|                            |                                        |                            |                            |                            |
| Iscritti                   | Iscritti                               | Iscritti                   | 62 793                     | 100,00                     |
| ↳ Votanti (% su iscritti)  | ↳ Votanti (% su iscritti)              | ↳ Votanti (% su iscritti)  | 37 882                     | 60,33                      |
| ↳ Astenuti (% su iscritti) | ↳ Astenuti (% su iscritti)             | ↳ Astenuti (% su iscritti) | 24 911                     | 39,67                      |
|                            |                                        |                            |                            |                            |
|                            | Esito: collegio confermato a Laburista |                            |                            |                            |

| Partito                    | Partito                                | Candidato                  | Risultati 8 giugno 2017 | Risultati 8 giugno 2017 |
| Partito                    | Partito                                | Candidato                  | Voti                    | %                       |
| -------------------------- | -------------------------------------- | -------------------------- | ----------------------- | ----------------------- |
|                            | Laburista                              | Emma Lewell-Buck           | 25 078                  | 61,51                   |
|                            | Conservatore                           | Felicity Buchan            | 10 570                  | 25,92                   |
|                            | UKIP                                   | Richard Elvin              | 3 006                   | 7,37                    |
|                            | Verdi                                  | Shirley Ford               | 1 437                   | 3,52                    |
|                            | Lib Dem                                | Gita Gordon                | 681                     | 1,67                    |
|                            |                                        |                            |                         |                         |
| Iscritti                   | Iscritti                               | Iscritti                   | 63 409                  | 100,00                  |
| ↳ Votanti (% su iscritti)  | ↳ Votanti (% su iscritti)              | ↳ Votanti (% su iscritti)  | 40 772                  | 64,30                   |
| ↳ Astenuti (% su iscritti) | ↳ Astenuti (% su iscritti)             | ↳ Astenuti (% su iscritti) | 22 637                  | 35,70                   |
|                            |                                        |                            |                         |                         |
|                            | Esito: collegio confermato a Laburista |                            |                         |                         |

| Partito                    | Partito                                | Candidato                  | Risultati 7 maggio 2015 | Risultati 7 maggio 2015 |
| Partito                    | Partito                                | Candidato                  | Voti                    | %                       |
| -------------------------- | -------------------------------------- | -------------------------- | ----------------------- | ----------------------- |
|                            | Laburista                              | Emma Lewell-Buck           | 18 589                  | 51,26                   |
|                            | UKIP                                   | Norman Dennis              | 7 975                   | 21,99                   |
|                            | Conservatore                           | Robert Oliver              | 6 021                   | 16,60                   |
|                            | Verdi                                  | Shirley Ford               | 1 614                   | 4,45                    |
|                            | Indipendente                           | Lisa Nightingale           | 1 427                   | 3,93                    |
|                            | Lib Dem                                | Gita Gordon                | 639                     | 1,76                    |
|                            |                                        |                            |                         |                         |
| Iscritti                   | Iscritti                               | Iscritti                   | 62 742                  | 100,00                  |
| ↳ Votanti (% su iscritti)  | ↳ Votanti (% su iscritti)              | ↳ Votanti (% su iscritti)  | 36 265                  | 57,80                   |
| ↳ Astenuti (% su iscritti) | ↳ Astenuti (% su iscritti)             | ↳ Astenuti (% su iscritti) | 26 477                  | 42,20                   |
|                            |                                        |                            |                         |                         |
|                            | Esito: collegio confermato a Laburista |                            |                         |                         |

| Partito                    | Partito                                | Candidato                  | Risultati 2 maggio 2013 | Risultati 2 maggio 2013 |
| Partito                    | Partito                                | Candidato                  | Voti                    | %                       |
| -------------------------- | -------------------------------------- | -------------------------- | ----------------------- | ----------------------- |
|                            | Laburista                              | Emma Lewell-Buck           | 12 493                  | 50,51                   |
|                            | UKIP                                   | Richard Elvin              | 5 988                   | 24,21                   |
|                            | Conservatore                           | Karen Allen                | 2 857                   | 11,55                   |
|                            | Indipendente                           | Ahmed Khan                 | 1 331                   | 5,38                    |
|                            | Socialista Indipendente                | Phil Brown                 | 750                     | 3,03                    |
|                            | BNP                                    | Dorothy Brookes            | 711                     | 2,87                    |
|                            | Lib Dem                                | Hugh Annand                | 352                     | 1,42                    |
|                            | Monster Raving Loony                   | Howling Laud Hope          | 197                     | 0,80                    |
|                            | Indipendente                           | Thomas Darwood             | 57                      | 0,23                    |
|                            |                                        |                            |                         |                         |
| Iscritti                   | Iscritti                               | Iscritti                   | 63 053                  | 100,00                  |
| ↳ Votanti (% su iscritti)  | ↳ Votanti (% su iscritti)              | ↳ Votanti (% su iscritti)  | 24 780                  | 39,30                   |
| ↳ Astenuti (% su iscritti) | ↳ Astenuti (% su iscritti)             | ↳ Astenuti (% su iscritti) | 38 273                  | 60,70                   |
|                            |                                        |                            |                         |                         |
|                            | Esito: collegio confermato a Laburista |                            |                         |                         |

| Partito                    | Partito                                | Candidato                  | Risultati 6 maggio 2010 | Risultati 6 maggio 2010 |
| Partito                    | Partito                                | Candidato                  | Voti                    | %                       |
| -------------------------- | -------------------------------------- | -------------------------- | ----------------------- | ----------------------- |
|                            | Laburista                              | David Miliband             | 18 995                  | 52,02                   |
|                            | Conservatore                           | Karen Allen                | 7 886                   | 21,59                   |
|                            | Lib Dem                                | Stephen Psallidas          | 5 189                   | 14,21                   |
|                            | BNP                                    | Donna Watson               | 2 382                   | 6,52                    |
|                            | Verdi                                  | Shirley Ford               | 762                     | 2,09                    |
|                            | Indipendente                           | Siamak Kaikavoosi          | 729                     | 2,00                    |
|                            | Indipendente                           | Victor Thomson             | 316                     | 0,87                    |
|                            | Indipendente                           | Sam Navabi                 | 168                     | 0,46                    |
|                            | Fight for an Anti-War Government       | Roger Nettleship           | 91                      | 0,25                    |
|                            |                                        |                            |                         |                         |
| Iscritti                   | Iscritti                               | Iscritti                   | 63 289                  | 100,00                  |
| ↳ Votanti (% su iscritti)  | ↳ Votanti (% su iscritti)              | ↳ Votanti (% su iscritti)  | 36 518                  | 57,70                   |
| ↳ Astenuti (% su iscritti) | ↳ Astenuti (% su iscritti)             | ↳ Astenuti (% su iscritti) | 26 771                  | 42,30                   |
|                            |                                        |                            |                         |                         |
|                            | Esito: collegio confermato a Laburista |                            |                         |                         |

### Elezioni negli anni 2000
| Partito                    | Partito                                | Candidato                  | Risultati 5 maggio 2005 | Risultati 5 maggio 2005 |
| Partito                    | Partito                                | Candidato                  | Voti                    | %                       |
| -------------------------- | -------------------------------------- | -------------------------- | ----------------------- | ----------------------- |
|                            | Laburista                              | David Miliband             | 18 269                  | 60,48                   |
|                            | Lib Dem                                | Stephen Psallidas          | 5 957                   | 19,72                   |
|                            | Conservatore                           | Richard Lewis              | 5 207                   | 17,24                   |
|                            | Indipendente                           | Nader Afshari-Naderi       | 773                     | 2,56                    |
|                            |                                        |                            |                         |                         |
| Iscritti                   | Iscritti                               | Iscritti                   | 71 578                  | 100,00                  |
| ↳ Votanti (% su iscritti)  | ↳ Votanti (% su iscritti)              | ↳ Votanti (% su iscritti)  | 30 206                  | 42,20                   |
| ↳ Astenuti (% su iscritti) | ↳ Astenuti (% su iscritti)             | ↳ Astenuti (% su iscritti) | 41 372                  | 57,80                   |
|                            |                                        |                            |                         |                         |
|                            | Esito: collegio confermato a Laburista |                            |                         |                         |

| Partito                    | Partito                                | Candidato                  | Risultati 7 giugno 2001 | Risultati 7 giugno 2001 |
| Partito                    | Partito                                | Candidato                  | Voti                    | %                       |
| -------------------------- | -------------------------------------- | -------------------------- | ----------------------- | ----------------------- |
|                            | Laburista                              | David Miliband             | 19 230                  | 63,16                   |
|                            | Conservatore                           | Joanna Gardner             | 5 140                   | 16,88                   |
|                            | Lib Dem                                | Marshall Grainger          | 5 127                   | 16,84                   |
|                            | UKIP                                   | Alan Hardy                 | 689                     | 2,26                    |
|                            | Indipendente                           | Roger Nettleship           | 262                     | 0,86                    |
|                            |                                        |                            |                         |                         |
| Iscritti                   | Iscritti                               | Iscritti                   | 61 263                  | 100,00                  |
| ↳ Votanti (% su iscritti)  | ↳ Votanti (% su iscritti)              | ↳ Votanti (% su iscritti)  | 30 448                  | 49,70                   |
| ↳ Astenuti (% su iscritti) | ↳ Astenuti (% su iscritti)             | ↳ Astenuti (% su iscritti) | 30 815                  | 50,30                   |
|                            |                                        |                            |                         |                         |
|                            | Esito: collegio confermato a Laburista |                            |                         |                         |

## Risultati dei referendum

### Referendum sulla permanenza del Regno Unito nell'Unione europea del 2016
|             | Collegio      | Lasciare UE % | Rimanere in UE % |
| ----------- | ------------- | ------------- | ---------------- |
|             | South Shields | 62,1%         | 37,9%            |
| Inghilterra | 53,3%         | 46,7%         |                  |
| Regno Unito | 51,9%         | 48,1%         |                  |